# Reconstruction nasale par lambeau frontal paramédian
 (mai 2025).
La reconstruction nasale par lambeau frontal paramédian, en chirurgie maxillofaciale, est une technique chirurgicale permettant de reconstruire différents types de lésions nasales.
Lors de cette intervention, le chirurgien reconstructeur utilise la peau du front, au-dessus du sourcil, et la pivote verticalement pour remplacer le tissu nasal manquant. Au fil du temps, cette technique a été modifiée et ajustée par de nombreux chirurgiens et est devenue une méthode courante de réparation des lésions nasales.
Cette technique, remontant à Sushruta, permet de conserver la vascularité de la peau.

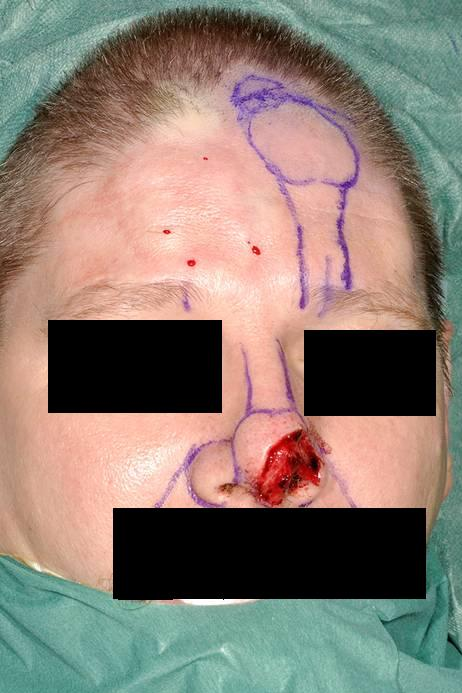
Début de la procédure avec le marquage.
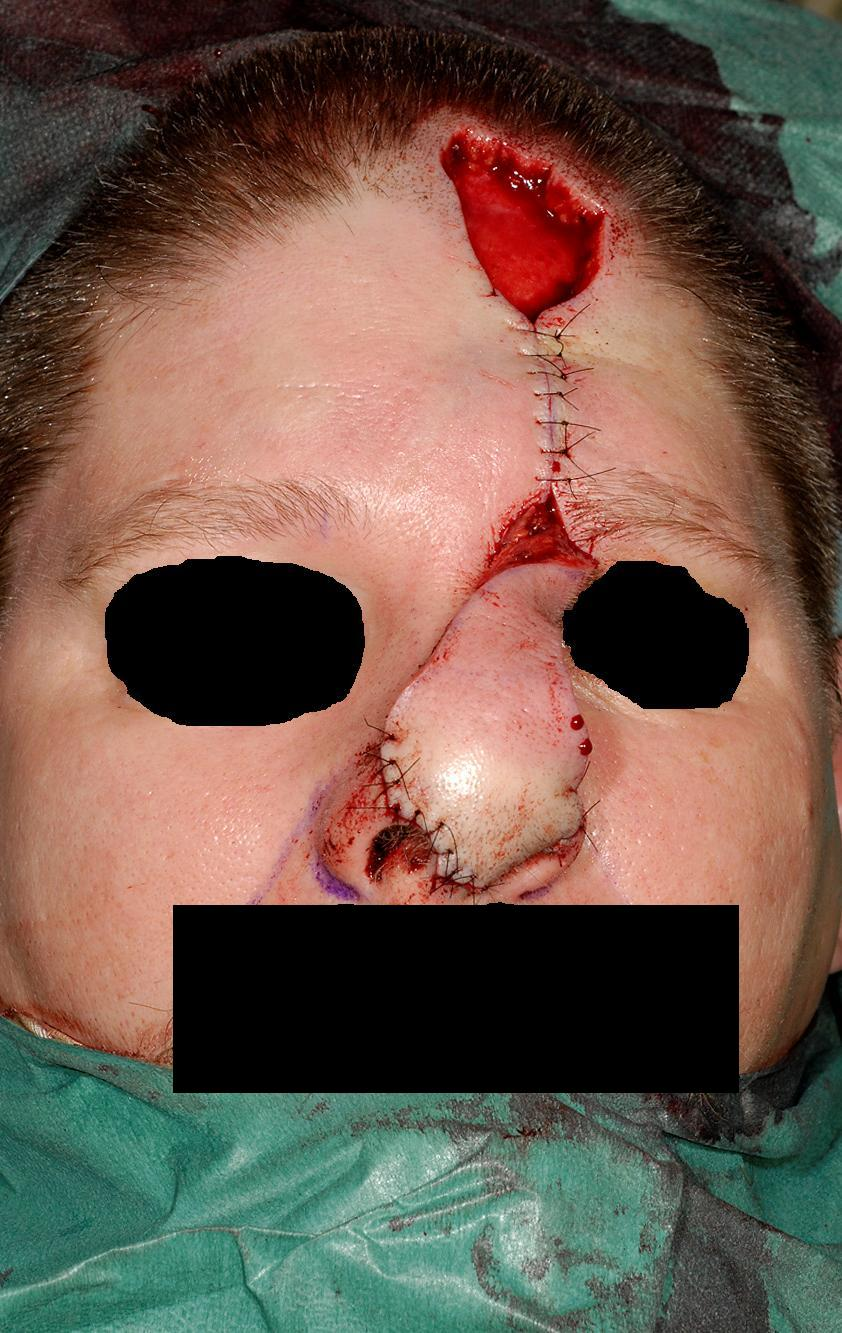
Résultat avec le lambeau frontal replacé.